# 에릭슨의 심리사회 발달의 단계
에릭 에릭슨(Erik Homburger Erikson)에 의해 연결된, 에릭슨의 사회심리 발달의 단계는 건강하게 발전하는 인간이 아기부터 성인까지 통과해야 하는 여덟 단계를 식별하는 정신분석 이론이다. 각 단계에서, 사람이 완전히 익히게 되면, 새로운 도전에 직면한다. 각 단계는 이전 단계의 성공적인 완료에 구축한다. 완료되지 않은 단계 과제는 장래의 문제로 다시 예상될 수 있다.

## 단계
| 근사 나이 | 덕목 | 심리사회적 위기       | 중요 관계       | 존재 질문                                          | 예                               |
| --------- | ---- | --------------------- | --------------- | -------------------------------------------------- | -------------------------------- |
| 0-1세     | 희망 | 신뢰감 vs. 불안감     | 엄마            | 나는 세계를 신뢰할 수 있는가?                      | 수유, 유기                       |
| 2–3세     | 의지 | 자율성 vs. 수치심     | 부모            | 나답게 행동해도 좋은가?                            | 배변 훈련, 스스로 갈아입기       |
| 4–6세     | 목적 | 주도성 vs. 죄책감     | 가족            | 내가 하고 움직이고 활동해도 괜찮을까?              | 답사, 도구 쓰기 또는 예술 만들기 |
| 7–11세    | 유능 | 근면성 vs. 열등감     | 이웃, 학교      | 인간과 사물의 세계에서 나는 무언가 이룰 수 있을까? | 학교, 운동                       |
| 12-20세   | 충실 | 정체감 vs. 정체감혼미 | 또래, 역할 모델 | 난 누군가? 난 뭐가 될 수 있는가?                   | 사회 관계                        |
| 20–41세   | 사랑 | 친근감 vs. 고립감     | 친구, 애인      | 난 사랑할 수 있는가?                               | 연인 관계                        |
| 41-65세   | 관심 | 생산성 vs. 침체성     | 가정, 동료      | 나는 내 삶을 하루하루 소중하게 여길 수 있는가?     | 일, 부모                         |
| 65세 이상 | 지혜 | 통합성 vs. 절망감     | 사람, 자애      | 나다웠던 것이 괜찮은가?                            | 삶의 모습                        |

### 희망(Hope): 신뢰(trust) 대 불신(mistrust) (구강감각, 1세 이하 영아)
- 존재론적 질문: 나는 세계를 신뢰할 수 있는가?[2]

에릭 에릭슨 이론의 제1단계는 부모나 양육자가 충족시켜주는 영아의 기본적 욕구, 그리고 이러한 상호작용이 신뢰 혹은 불신으로 이끌어가는 방식에 방점을 둔다. 에릭슨이 정의하는 신뢰는 "타인에 대한 근원적 신뢰뿐 아니라 자신의 신뢰성에 대한 근원적인 감각"이다. 영아는 생존과 안락을 위해 부모, 특히 엄마에게 의지한다. 영아는 부모나 양육자에게 자신의 흥미나 욕구를 가리키는 등의 행동을 하기도 한다. 세계와 사회를 이해하는 아이의 관계는 부모와 부모의 아이와의 상호작용에서 나온다. 아이는 부모나 양육자를 신뢰하는 것을 가장 먼저 배운다. 부모가 아이에게 온정, 안전, 신뢰 가능한 애착을 보인다면, 아이의 세계관은 신뢰의 세계관이 될 것이다. 아이가 주변 세계를 신뢰하는 것을 배우면서, 또한 희망이라는 덕목(virtue)을 획득하게 된다. 부모가 안정적인 환경을 제공하지 못하고 아이의 기본적 욕구를 충족시키지 못하면, 불신감을 초래한다. 불신의 발달은 후에 좌절, 의심, 회피(withdrawal), 자신감 결여를 야기할 수 있다.
에릭 에릭슨에 의하면, 영아의 주요 발달 과업은 타인, 특히 주요 양육자가 기본적 욕구를 꾸준히 충족시켜주는지를 배우는 것이다. 양육자가 음식, 안락, 애착의 근원으로서 지속적으로 역할한다면, 아이는 신뢰, 즉 타인은 의존할 수 있고 의지할 수 있다는 것을 배우게 된다. 이러한 것들이 무시되거나 오용된다면, 영아는 불신, 즉 세계는 의존할 수도 예측할 수도 없는, 그런 위험한 곳이라는 것을 배운다. 불신을 경험하는 것은 아이에게 이후의 삶에서 위험한 상황이 어떠한 것인지에 대한 이해를 하게 한다. 그러나 영아와 유아(toddler)는 불신이 지속되는 상황에 계속 있어서는 안된다. 이는 아이에게 이후의 삶에 있어 적응하기 어렵게 하고, 삶이란 조심스럽고 주의해야 한다는 관점을 갖게 된다. 이는 이후의 삶에 있어 악영향을 끼칠 수 있다. 이 단계에서 아이의 가장 중요한 욕구는 안정, 안락, 보호의 감각을 느껴야 하는 것이다.
이 단계에서는 아이가 양육자에 대한 애착 유형을 배운다. 아이에게 발달되는 애착 유형은 이후의 삶에 있어 아이들의 관계 형성에도 영향을 줄 수 있다. 이 개념은 존 보울비(John Bowlby)와 매리 애인스워스(Mary Ainsworth)의 애착 이론에서 더 많이 다뤄졌다. 애착 이론은 에릭슨의 연구와도 일치한다.

### 의지(Will): 자율성(autonomy) 대 수치심/의심(shame/doubt) (근육-항문, 1-2세 유아기)
- 존재론적 질문 : 나답게 행동해도 좋은가?[2]

아이가 배설 기능(eliminative function)과 운동 능력(motor ability)을 통제하는 능력을 배우면서, 주위환경을 탐색하기 시작한다. 부모는 강력한 안정 기반을 제공하고, 이로부터 아이는 자신의 의지를 내세울 수 있는 모험을 할 수 있다. 부모의 인내와 격려는 아이의 자율성을 배양하는데 도움이 된다. 이 단계의 아이는 주위 세계를 탐색하고 끊임없이 환경을 배운다. 아이가 자신의 건강과 안전에 위험한 것들을 탐색할 때 주의가 필요하다.
이 단계에서 아이는 첫 관심을 발달시킨다. 예를 들어, 음악을 즐겨하는 아이는 라디오와 놀기 좋아한다. 실외생활을 좋아하는 아이는 동물과 식물에 관심을 기울일 것이다. 부모가 고도로 제한을 하면 아이에게 의심이라는 감각, 그리고 새로운 장애가 될 수 있는 기회들을 시도하기 꺼려하는 감각을 주입시킬 가능성이 높다. 아이가 근육 조절과 운동성을 늘리기 시작하면서, 유아는 자기 욕구의 일부를 충족시킬 수 있게 된다. 아이들은 스스로 먹고 씻고 입고 화장실을 가기 시작한다.
양육자가 자기충족적 행동(self-sufficient behavior)을 격려하면, 유아는 자율성 감각을 발달시킬 것이다. 이는 많은 문제들을 스스로 다룰 줄 아는 감각을 말한다. 그러나 양육자가 지나치게 많은 것을 짧은 시간 안에 바라거나, 아이에게 스스로 할 수 있는 과업을 수행하지 못하게 하거나, 자기충족적으로 이른 시도들을 하는 것을 비웃는다면, 아이는 문제를 다루는데 필요한 능력에 대한 수치심과 의심을 키울 것이다. 유아가 자신에 대한 독립심과 자율성을 갖게 하는 것들 사이에서 세심한 균형점이 있다. 그러나 부모는 또한 아이가 스스로를 해하거나 다치게 해서는 안되게끔 돌봐야 할 필요도 있다. 그러나 아이가 너무 많은 자율성을 부여받는다면, 규칙이나 제한에 대한 관심이 적은 채로 성장하게 될 가능성이 있다. 만약 부모가 너무 많은 통제를 가한다면, 아이는 그만큼 더욱 반항적이고 충동적으로 자랄 수 있다.

### 목적(Purpose): 주도성(initiative) 대 죄책감(guilt) (운동성-생식기, 3-6세 아동)
- 존재론적 질문 : 내가 하고 싶은 대로 움직이고 활동해도 괜찮을까?[2]

주도성은 활동적이고 움직이려는 목적만을 위하여 어떤 과업을 계획하고 착수하고 대처하는 자질을 자율성에 부여한다. 아이는 주위 세계를 익히는 것을 배우고, 기본 기술과 물리 법칙을 배운다. 물체는 상승하지 않고 낙하하며, 둥근 물체는 굴러간다 등을 배운다. 이들은 지퍼를 올리고 끈을 묶는 것을 배우며, 수를 세고 말하는 법을 쉽게 배운다. 이 단계에서 아이는 어느 한 목적을 위하여 자신의 행동을 시작하고 완료하길 원한다. 죄책감을 새로운 감정을 혼동시킨다. 아이는 논리상 죄책감을 일으키지 않을 것들에 대하여 죄책감을 느낄 것이다. 아이는 주도성이 원하는 결과를 내지 못할 때 죄책감을 느낄 것이다.
용기와 독립성의 발달은 3-6세 미취학 아동을 다른 연령군과 떨어뜨리는 것이다. 이 단계 아동은 죄책감에 대항하여 주도성에 대한 심리적 정신적 위기를 마주하게 된다. 계획하고 판단 감각을 발달시키는 것의 복잡성을 맞이하는 방법을 배우는 것이 포함된다. 이 단계에서, 아이는 주도성을 취하는 법을 배우고 리더쉽을 발휘할 역할을 준비하며, 목표를 달성하는 법을 배운다. 아이가 추구하는 활동에는 혼자서 길가기나 헬멧없이 자전거 타기 등과 같은 위험 감수 행동이 있다. 모두 자기한계(self-limit)를 수반한다. 주도성을 취하는 법을 배움으로써 또한 아이는 부정적인 행동을 발달시킬 수 있다. 물건 던지기, 때리기, 소리치기 등과 같은 부정적인 행동은 아이가 계획대로 목표를 달성하지 못한 이후에 느끼는 좌절감의 결과일 수 있다.
미취학 아동은 점차 스스로 과업을 달성할 수 있고 새로운 영역을 탐색할 수 있다. 이러한 독립성 성장과 함께, 추구해야 할 활동들에 대한 선택의 순간들이 많이 다가온다. 때로 아이는 꾸준히 달성할 수 있는 프로젝트를 맡지만, 때로는 그들의 능력을 넘어서거나 타인의 계획과 활동을 방해하는 프로젝트에 참여하기도 한다. 부모와 미취학 아동의 교사들이 아이의 노력에 용기를 북돋아 주고 지지하는 반면, 아이들이 현실적이고 적절한 선택을 취하도록 돕는다면, 아이들은 활동 계획 및 착수에 있어서 주도성-독립성을 발달시킨다. 그러나 만약 그렇지 않으면, 성인이 되어 독립적 활동의 추구를 저해하거나 아이를 바보같다느니 성가시다느니 하며 깎아내리고, 아이들은 욕구와 원하는 것에 죄책감을 발달시킨다.

### 유능(Competence): 근면성(industry) 대 열등감(inferiority) (잠재, 7–10세 아동)
- 존재론적 질문 : 인간과 사물의 세계에서 나는 무언가 이룰 수 있을까?[2]

이 단계의 목표는 생산적인 상황을 놀이 속에서 나타나는 뜬금없는 바람(whim)이나 과분한 바람(wish)을 조금씩 없애버리는 완수로 이행하는 것이다. 기술의 시반들이 발달하게 된다. 믿음, 자율성, 부지런하게 해나가는 기술을 숙달하지 못하면 아이들은 자신의 미래를 의심하여 수치심, 죄책감, 실패와 열등감의 경험으로 이어지게 된다.
아이는 새로운 기술을 배울 욕구를 대처해야 하거나, 혹은 열등감, 실패, 무능함의 느낌을 감당해야 한다. 그렇게 해야 아이는 사회에 공헌하고 세상에서 무언가 더 나은 것을 만들어내기 시작할 수 있다. 아이들은 보다 자신을 더 잘 알게 되고, 어떻게 해야 유능해 지는지 혹은 그렇게 못 되는지를 알 수 있다.
"이 단계에서 아이는 한 개체로서 자기자신을 더 잘 알게 된다." 아이는 "책임감을 갖고 선해지고 올바로 하고자" 열심히 한다. 아이들은 공유하고 협동하는 것에 있어 더 합리적인 태도를 보인다. 앨런(Allen)과 마로츠(Marotz)의 2003년 공동 연구는 또한 이러한 연령군에 특정한 지각 인지 발달 특질(perceptual cognitive developmental trait)을 나열하였다. 아이들은 더욱 논리적이고 실용적인 방향으로 공간 감각과 시간 감각을 파악한다. 아이들은 원인과 효과를 더 잘 이해하고, 읽기, 쓰기, 시간 말하기 등 더 복잡한 기술을 배우고 달성하고자 한다. 또한 아이들은 도덕가치를 형성하게 되고 문화적 개인적 차이를 인지하게 되며, 개인적인 욕구와 최소한의 도움으로 옷매무새 다지기를 다룰 수 있다. 이 단계에서 아이들은 말대답하거나 말을 안 듣거나 반항하는 법을 통하여 독립성을 표현할 수도 있다.
에릭슨은 초등학생 시기를 자신감(self-confidence) 발달에 중요하다고 본다. 이상적으로, 초등학교는 그림 그리기, 덧셈문제 풀기, 문장 쓰기 등 무언가를 생산하는 방식을 통하여, 교사, 부모, 또래를 인지하는 좋은 기회를 제공한다. 아이가 무언가 만들고 하게끔 독려되면, 아이들은 일이 끝날 때까지 공력을 들여 부지런히 꾸준히 하고 일시적 유흥보다 일을 우선시하는 식으로 근면성을 보이기 시작한다. 반대로 만약 아이들이 노력에 대해 비웃음 사거나 처벌받는다면, 혹은 교사와 부모의 기대를 충족시키지 못한다는 것을 알게 되면, 이들은 자신의 능력에 대한 열등감을 발달시킨다.
또한 아이들은 주변의 타인과의 관계를 맺기 시작한다. 사회성 배양은 특히 이 단계에서 중요하다. 이는 학령아동이 자기자신과 능력에 대한 자신감을 더 혹은 덜 느끼게끔 돕는다. 또한 이 연령대 아이들은 자신만의 사교집단으로 들어가기 시작한다. 아이의 '집단'에 의존함으로써 아이들은 자신감을 더 혹은 덜 갖게 된다.
이 연령에서 아이들은 특별한 재능을 깨닫기 시작하고 교육 수준이 올라가면서 흥미거리를 계속 발견해 나간다. 그 흥미를 추구하기 위하여 더 많은 활동을 하기 시작한다. 예를 들어 운동 능력이 있다는 걸 알면 스포츠에 참여하거나 음악을 잘 한다는 것을 알면 밴드에 들어간다. 자기 시간에 재능을 발견하도록 허락되지 못한다면, 아이들은 동기 부족, 낮은 자부심, 무기력감을 발달시킨다. 흥미거리를 개발하는 것이 허락되지 않으면 쇼파에 앉아 감자칩을 먹으며 TV만 보는 사람이 된다.

### 충실(Fidelity): 정체성(identity) 대 역할 혼란(role confusion) (11-19세 청소년기)
- 존재론적 질문 : 나는 누구인가, 나는 무엇이 될 수 있는가?[2]

청소년은 자신이 어떻게 타인에게 보일 수 있는지라는 새로운 고민을 하게 된다. 초자아 정체성(superego identity)은 미래에 마련할 외적 동일성(outer sameness)과 지속성(continuity)이 스스로 마련해 온 의미에서 비롯되는 동일성과 지속성과 일치한다는 것이 누적된 자신감이다. 이는 커리어의 전망을 통해서 입증된다. 학교나 직업 정체성에 정착하는 능력은 즐거움을 준다. 청소년기 후반에는 아이는 성 정체성(sexual identity) 감각을 발달시킨다. 청소년은 아이에서 어른으로 넘어가면서 어른의 세계에서 수행할 역할에 관심을 갖게 된다. 처음에는 사회에 맞춰 나가는 방식에 관하여 역할 혼란이 혼재하는 사고와 감정을 경험하며, 다양한 행동과 활동을 시도한다. 예를 들어 자동차를 수리해 본다든지, 이웃의 아기를 돌봐준다든지, 특정 정치 집단이나 종교 집단에 가입한다든지 하는 등의 행동을 보인다. 마침내 이들 대부분은 자기가 누구이고 삶이 어디로 가는지에 대한 정체성을 달성하게 된다고 에릭슨은 말한다.
청소년은 직업, 성역할, 정치, 종교 등 다양한 정체성을 달성해야 한다. 그러나 이는 항상 쉬운 것은 아니다. 청소년은 세계에서 자기 자리를 찾아야 하며 세계에 공헌하는 방법을 찾아내야 한다.
에릭슨은 "정체성 위기(identity crisis)"라는 용어를 고안한 것으로도 유명하다. 그는 정체성 위기를 청소년이나 장년이 자기감(sense of self)을 발달시키는데 있어 발달상의 위기 단계라고 묘사한다. 정체성 위기는 신체적 자아(physical self), 인격(personality), 잠재적 역할(potential role), 직업(occupation)의 종합체이다. 문화와 역사적 추세에 영향을 받는다. 이 단계에서는 미래 단계로의 성공적인 발달이 필요하다. 각 단계마다 이전 단계에서 넘어오거나 다음 단계로 넘어갈 때마다 그 단계만의 위기가 있지만, 이 단계에서 더욱 그러한 것은, 아동기에서 성년기로 넘어가는 단계이기 때문이다. 영아기와 아동기를 통하여 사람은 자신의 정체성을 많이 식별(identification)하지만, 청년기 정체성에 대한 욕구는 이런 식별들로는 만족되지 못한다는 점에서, 이러한 아동기에서 성년기로의 경과는 필요하다. 인간 발달에 있어 이런 전환점은 '이전부터 그래 왔던 유형의 사람(the person one has come to be)'과 '사회가 바라는 유형의 사람(the person society expects one to become)' 간의 조정 단계일 수 있다. 이러한 새로운 자아감은 미래의 예측과 과거의 경험을 함께 '녹여내는(forging)' 것을 통해 수립한다. 8단계 전체와 관련하여, 제5단계는 교차로와 같은 역할을 수행한다.
 정체성 단계에서 독특한 것은, 그것이 이전 단계의 종합이자 향후 단계의 예측이라는 것이다. 청소년은 삶에서 독특한 자질을 갖는다. 그것은 아동기와 성년기 간의 교량인 것이다. 청소년기는 급격한 변화 시기이다. 사춘기 급격한 신체 변화, 개인의 의지를 탐색하고 타인의 의지를 탐색하는 마음의 능력, 사회가 나의 미래에 대하여 제시해 온 역할에 대하여 갑작스럽게 예민하게 인식하는 것 등이 그것이다.
청소년은 개인 바운더리(personal boundary)를 재수립하는 욕구와 앞으로 험한 세상을 마주하는 가운데서 개인 바운더리를 재수립하고자 하는 욕구에 직면한다. 특정 정체성 역할이 형성되기 전에 할 일이 요구된다는 점에서, 이러한 것은 문제가 되기도 한다. 이점에서 청소년은 정체성 혼란 단계에 있지만, 사회는 자기 자신을 찾으라고 허락한다. 이 상태를 '모라토리움(the moratorium)'이라고 한다
청소년의 문제는 역할 혼란에 관한 것이다. 즉 무언가 일을 수행하기 싫어하는 것인데, 이는 성숙 단계로 접어들기까지 청소년을 괴롭힐 수 있다. 올바른 조건들 하에서, 에릭슨은 이러한 조건들은 공간과 시간이 충분하다고 생각하며, 자유롭게 시도하고 탐색할 수 있는 심리사회적 모라토리움(psychosocial moratorium)이라고 하는데, 나타날 수 있는 것은 굳건한 정체성 즉 자신이 누구인지에 대한 깊은 정서적 인식이라는 것이다.
다른 단계들에서 생물-심리-사회적 힘들(bio-psycho-social forces)은 작동 중이다. 어떻게 양육되어 왔는지 상관 없이, 개인의 이데올로기는 자기 스스로를 위해 선택된다. 이는 종교적 정치적 방향에서 어른들과 대립하게 하기도 한다. 10대들이 스스로 결정하는 또다른 영역으로는 직업 선택으로, 부모들은 그 역할에 있어 결정적인 언급을 하기도 한다. 사회가 지나치게 단호하면 청소년은 외부의 희망에 대해 순종하게 되고, 청소년에게 실험(experimentation)과 진정한 자아탐색(self-discovery)에 대해 '유질처분(foreclose)'하게 만든다. 어느 한 세계관과 소명에 정착하게 되면, 자기정의(self-definition)의 이러한 측면을 다른 한 사회에 병합시킬 수 있을까? 에릭슨에 의하면, 한 청소년이 '나는 무엇을 가지고 있나?'와 '그걸로 난 뭘 할 것인가?'라는 두 관점에 균형을 맞췄을 때, 정체성을 수립하였다고 말한다.
이 단계에 의존하고 있는 것은 충실(fidelity)이라는 자아 관련 자질이다. 충실성이란 가치체계의 불가피한 모순과 혼란이 있음에도 불구하고 누군가로부터의 방해없이 스스로 그렇게 하기로 맹세한 충성(loyalty)을 유지하는 능력이다.

아동기를 떠나 미지의 성년기를 맞이하는 것이 청소년기의 한 요소인 것이다. 이 단계의 또다른 특징은 성년기가 시작되면서 끝나게 되는 모라토리움이다. 이런 조건 하에, 다음 단계인 친밀(Intimacy)은 결혼을 특징으로 한다. 대부분은 약 20년 안에 제5단계를 완성한다. 그러나 이러한 연령 범위는 실제론 유동적이며 특히 정체성 달성에 있어서 그러한데, 기반이 다지기까지의 시간이 오래 걸리고, 충실을 발휘할 대상을 찾는 데에도 오래 걸리며, '어른이 되었다(come of age)라고 느끼는 것이 오래 걸릴 수도 있기 때문이다. 젊은 루터(Young Man Luther)나 간디의 진실(Gandhi's Truth)이라는 자서전에서 에릭슨은 각각 이들의 위기가 25세와 30세에서 끝나게 되었다고 말한다.
에릭슨은 천재의 정체성 위기는 늦춰지는 것이 보통이라고 말한다. 또한 에릭슨은 우리가 살고 있는 기술 세계에서 성년의 과업에 필요한 기술들을 갖추는 것이 매우 오랜 시간이 걸리기 때문에, 산업사회에서 정체성 형성은 길어지기 마련이라고도 말한다. 그래서, 자기를 찾는 정확한 기한이란 것은 없다. 그것은 18세 혹은 21세에 이르러서 저절로 일어나는 것이 아니다.대략적으로나마 우리 사회에서 통용되는 상식선에서는 20대에 끝이 난다고 본다.

### 사랑(Love): 친밀감(intimacy) 대 고립감(isolation) (20-44세 성년 초기)
- 존재론적 질문: 나는 사랑할 수 있는가?[2]

친밀감 대 고립감 갈등은 30세 즈음에 발생한다. 이 단계의 시작 시기에는 정체성 대 역할 혼란 갈등이 끝나가게 되지만 사랑 단계의 기반에는 여전히 존재하게 된다. 젊은 성년들은 사람들과 어울리고자 하기 때문에 여전히 자신의 정체성을 친구들의 정체성과 섞으려고 한다. 에릭슨은 사람들이 친밀성 때문에 고립되기도 한다고 생각한다. 사람들은 배척당하거나 연인과의 결별과 같은 거절에 대한 두려움이 있다. 인간은 고통에 익숙하며, 일부에게는 거절이 너무 고통스럽기에 자아가 견디지 못한다. 에릭슨은 거리두기(distantiation)가 친밀감과 함께 발생한다고 생각한다. 거리두기란 고립되고자 하는 욕구, 혹은 이상이나 삶에 위험할 수도 있는 것들을 파괴하려는 욕구를 말한다. 외부인이 친밀한 관계에 침투할 경우 거리두기가 발생할 수 있다.
정체성이 수립되면, 타인에 대한 장기적인 헌신을 하려고 준비한다. 절친한 우정이나 결혼 관계를 통하여 친밀하고 상호포상적인 관계를 형성할 수 있게 되며, 이러한 관계에서 요구되는 희생과 타협(compromise)을 기꺼이 감내한다. 정체성 발달의 더 앞선 단계에 있는 사람들은 친밀감 형성에 관한 더 큰 성공과 관련되어 있기도 하다. 만약 친밀감 관계를 형성할 수 없다면, 아마도 개인의 욕구 때문이겠으나, 고립감이 형성되어 어둠과 공포의 감정이 발생할 것이다.

### 돌봄(Care): 생식성(generativity) 대 침체(stagnation) (45–64세 중년)
- 존재론적 질문: 나는 내 삶을 하루하루 소중하게 여길 수 있는가?[2]

생식성(generativity)이란 다음 세대를 이끌어 나가는 것에 대한 관심이다. 사회적으로 가치가 있다고 여겨지는 일들과 교육은 생식성의 표현방식이다.
생식성의 성인 단계는 가족, 우정, 직장, 사회에 걸쳐 광범위하게 적용된다. "따라서 생식성은 우선적으로 다음 세대를 수립하고 이끌어 가는 것에 대한 관심을 말한다. ... 이 개념은 ... 생산성(productivity)과 창조성(creativity)을 포함하는 것이다."
중년에 있어 우선시되는 중요한 발달 과업은 사회에 공헌하고 미래 세대를 이끌어가도록 돕는 것이다. 이 시기에 가족을 부양하거나 사회 개선을 위하여 일하는 것 등을 통한 공헌을 한다면, 생산성과 달성과 같은 생식성이 도출된다. 반대로 자기중심적(self-centered)이고 사회가 앞으로 나아가는데 도움을 줄 수 없거나 주려고 하지 않는다면, 생산성 결여에 대한 불만족이라고 하는 침체를 발달시킨다.
중년의 중심 과업
- 성적 접촉 이상의 것을 통해 사랑을 표현하라.
- 건강한 삶의 패턴을 유지하라.
- 친구와 일치감을 형성하라.
- 자라나고 있거나 다 자란 아이들이 책임감있는 성인이 되도록 도와라.
- 다 자란 아이의 삶에서는 중심 역할을 내어주어라.
- 아이들의 친구가 되어주어라.
- 안락한 집을 만들어라.
- 자기와 단짝/배우자의 성취를 자랑스러워 하라.
- 나이드신 부모와는 역할을 바꾸어라.
- 성숙하고 시민으로서 갖춰야할 사회적인 책임감을 성취하라.
- 중년의 신체변화에 적응하라.
- 여가 시간을 창의적으로 사용하라.

### 지혜(Wisdom): 자아통합(ego integrity) 대 절망(despair) (65세 이상 노년)
- 존재론적 질문: 나다웠던 것이 괜찮은가?[2][23]

사람이 나이가 들어 노인이 되면서, 창의성은 떨어지고 은퇴한 사람으로서 삶을 탐색한다. 여가 활동과 가족의 돌봄, 경력에 있어 매일 특정한 의무 없이 살아가는 것으로 삶을 맞춰나가는 것은 은퇴자의 삶에 있어 중요하다. 그러나 성인이 이 단계에 접어들어도 여전히 발전하고 있다. 노화와 은퇴는 에릭슨 모델 이전 단계에서 보이는 양극적 긴장(bipolar tensions)을 다시 재현하는데, 이는 이전 삶의 단계에서 보인 여러 측면들이 노화와 은퇴가 시작되면서 재활성화된다는 것을 의미한다. 이 단계에서의 발전 역시 삶의 만족, 활동적인 활동의 유지, 건강을 유지해야 한다는 인식을 발달시키는 것에 관하여 재평가를 할 수 있는 시기를 포함한다. Developmental conflicts may arise in this stage, but psychological growth in earlier stages can help significantly in resolving these conflicts.
이들의 달성을 생각하고 그들의 과거 모습을 평가하는 때이다. 스스로 성공적인 삶을 이끌어 왔다고 평가하면 자아 통합(ego integrity)을 발달시킬 수 있다. 통합을 발달시킨 사람들은 삶이 의미가 있다고 인지하고 있는 것이다. 이들은 보통 만족을 느끼고 자기와 타인을 수용한다. 삶의 마지막에 이르면서 이들은 죽음에 대해 평온해진다. 이들이 만약 자신의 삶에 아무 것도 한 것이 없거나(unproductive) 목표를 달성하지 못하였다고 느낀다면, 이들은 삶에 불만을 갖게 되고 절망(despair)을 느끼게 된다. 이는 우울과 무기력의 느낌을 가져올 수 있다. 또한 삶은 불공평하고 죽음이 두렵다고 느낄 수 있다.
이 시기에는 많은 것에서의 흥미를 다시 새롭게 할 수 있다. 이때 사람들은 자율적이 되려고 노력하기 때문에 이러한 경향이 발생한다고 보인다. 심신이 악화되기에 균형을 찾으려 한다. 자율성에 집착하여 모든 것에 있어 타인에 의존할 필요가 없도록 할 것이다. 에릭슨은 이 시기가 다른 연령대의 타인과 관계를 유지해서 통합을 발달시키도록 하는 것이 중요하다고 말한다.
마지막 발달 과업은 회고이다. 자신의 삶과 달성을 되돌아보게 된다. 이야기 치료(narrative therapy)와 같은 훈련은 과거에 관한 마음을 재해석하고 삶의 더 밝은 부분을 주목하게 하는데 있어 도움을 준다. 이들은 행복하고 생산적인 삶을 이끌어왔다고 생각한다면 만족과 통합을 느낄 것이다. 실망과 목표 달성 실패의 삶을 돌아보면 절망감을 발달시킬 것이다.
시한부 진단을 받는 등 임종에 가까워졌다고 생각하면, 이 단계는 순서를 뛰어넘어 나타날 수 있다.

### 제9단계
- 심리사회적 위기: 모든 첫 여덟 단계들이 역순으로 되는 것

에릭 에릭슨의 배우자이자 함께 연구한 조안 에릭슨(Joan Erikson)은 The Life Cycle Completed: Extended Version에서 제9단계를 추가하였다. 제9단계에 머물면서, 조안은 "8, 90대 노인은 새로운 욕구, 재평가, 일상의 곤경을 맞이하게 된다"고 하였다. 이러한 새로운 도전들을 다루는 데에는 새로운 제9단계를 설계할 필요가 생겼다. 조안이 제9단계에 대하여 서술하였을 때, 에릭슨은 93세였다.
조안 에릭슨은 모든 여덟 단계가 제9단계에서 관계가 있고 재반복된다고 하였다. 제9단계에서 여덟 단계의 심리사회적 위기는 다시 마주치게 되지만, 몫에 관한 순서는 역순이 된다. 예를 들어, 제1단계(영아)에서, 심리사회적 위기는 '신뢰 대 불신'으로, 신뢰는 '동조적인 몫(syntonic quotient)'이고 불신은 '비협조적인 몫(dystonic quotient)'이다. 조안은 다음과 같이 제9단계에 심리사회적 위기를 적용시켰다.
"기본적 불신 대 신뢰: 희망"

제9단계에서, 노인은 몸이 약해져 있기 때문에 자신의 능력을 불신할 수 밖에 없다. 그러나 조안은 "밝은 빛과 계시로 인해, 빛이 있는 한 희망이 있다"고 주장한다.
"수치심 및 의심 대 자율성: 의지"

제9단계에서 노인은 "통제 상실의 수치심"을 맞이하고, "신체에 대한 자율성"을 의심한다. 그래서 "수치심과 의심은 사그러드는 자율성에 도전한다"는 것이다.
"열등감 대 근면성: 유능"

한때 젊었을 적에 있었던 "추동력(driving force)"으로서 근면은 제9단계에서는 사라진다. 나이 때문에 무능해지게 된 것은 스스로를 하찮게 만들고, 노인들이 "나이 많은 불행한 작은 어린 아이 같은" 상태로 만든다.
"정체성 혼란 대 정체성: 충실"

제9단계에서 노인들은 "존재론적 정체성"에 혼란과 "지위와 역할에 대한 실질적인 불확성"을 겪는다.
"고립 대 친밀성: 사랑"

제9단계에서 "친밀감과 사랑의 시기"는 "고립과 박탈"로 대체되기도 한다. 관계는 "새롭게 나타난 자신의 무능과 타인에의 의존에 의해 무색해지게" 된다.
"침체 대 생식성: 돌봄"

"직장 및 가족 관계"의 제7단계의 생식성은 만족하게 지나갈 경우 "살아가기 멋진 시간"이 된다. 8, 90대에는 생식성이나 타인을 돌볼 에너지가 줄어든다. 따라서 "침체되었다는 인식이 장악할지도 모른다."
"절망 및 혐오 대 통합성: 지혜"

통합성은 "노인이 되었다는 것에 대한 심각한 요구"를 부여한다. 지혜는 제9단계 노인들이 "흔히 가지고 있지 않은" 능력을 요구한다. 제8단계는 "어느 정도의 혐오와 절망"을 야기할 수 있는 회상이 수반된다. 제9단계에서 자기성찰은 "능력 상실과 붕괴(disintegration)"에의 관심으로 대체된다.
제9단계에 머물면서, 조안은 제1단계에서 '우리는 축복받았다'라는 식의 '기본적 신뢰'를 통해 충족되는 것처럼 제9단계의 심리사회적 위기도 충족될 수 있다는 자신감을 보이기도 하였다.

## 같이 보기
- 아동 발달
- 발달심리학
- 민족 동일성 발달
- 콜버그의 도덕 발달 단계
- 신프로이트주의

## 간행물
- Erikson, E. (1950). Childhood and society (1st ed.). New York: Norton
- Erikson, Erik H. (1959) Identity and the Life Cycle. New York: International Universities Press.
- Erikson, Erik H. (1968) Identity, Youth and Crisis. New York: Norton.
- Sheehy, Gail (1976) Passages: Predictable Crises of Adult Life. New York: E. P. Dutton.
- Stevens, Richard (1983) Erik Erikson: An Introduction. New York: St. Martin's.